# Trysunda
Trysunda är en ö och ett fiskeläge i Nätra socken på Höga kusten i Ångermanland. Hela ön är naturreservat sedan 1987, tillsammans med Skrubban och andra omgivande öar.

## Historia
I en väl skyddad vik, dit en gång tre sund ledde, ligger det fiskeläge som grundades av Gävlefiskarna, ovisst när, men senast på 1600-talet. År 1737 fanns här 14 Gävlefiskare. Näst efter Ulvöhamn var detta länge den viktigaste gävlebohamnen i norra Ångermanland och det var även den sista som utnyttjades på traditionellt sätt (fram till sekelskiftet 1900). Trysunda kapell uppfördes av Gävlefiskarna 1654. På 1930-talet fanns på Trysunda ett hundratal bofasta personer som livnärde sig av fiske.

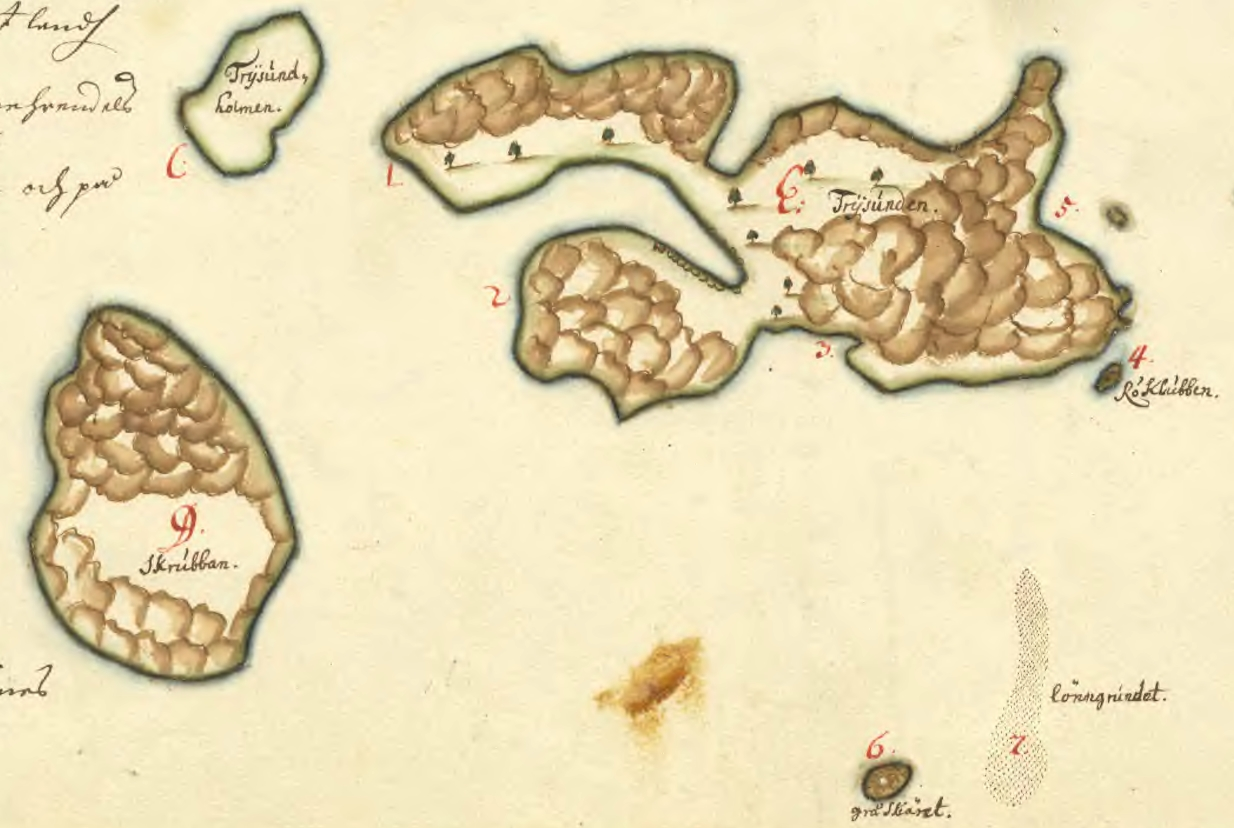
Detalj av karta från 1704 över Trysunda och Skrubban.

Det välbevarade fiskeläget är ett populärt utflyktsmål för båtfolk och turister. Ön har båtförbindelse med Köpmanholmen. Många väljer att besöka Björnvikens fina sandstrand eller den färgrika stenstranden vid Storviken.

## Namnet
Ön är relativt låg och bergig. Landhöjningen har inneburit en uppgrundning av de sund, Trysunda – ”tre sund” – som tidigare ledde till hamnen vid fiskekäget. I sin berömda beskrivning över Ångermanland skrev den svenske topografen Abraham Hülphers 1780:
| ” | För längre tid sedan woro 3 inlopp till Trysunda hamn, hwaraf den ock fått namn, men nu är allenast ett i sudwäst brukligt, sedan de öfriga genom wattnets utfallande blifwit onyttige. | „ |

## Naturreservat
Naturreservatet som bildades 1987 omfattar hela Trysunda, tillsammans med omgivande öar. Reservatet är bildat för att bevara naturen och fiskelägets speciella kulturmiljö. Fiskeläget är det bäst bevarade längs Ångermanlandskusten
Sammantaget är landdelen av naturreservatet ungefär 378 hektar stort. Med omgivande hav inräknat blir arealen 1 052 hektar. Förutom Trysunda omfattar reservatet omgivande öar: Skrubban, Trysundaholmen, Gråskär, Rödklubben, Björnviksklubben och Sundsklubben samt delar av Klösan, Klösbådan och Ällö. Det tidigare fågelskyddsområdet (1920) och domänreservatet (1940-talet) vid Skrubban upplöstes vid reservatsbildningen, eftersom naturreservatet har ett högre skydd.

### Floran i reservatet
Floran i reservatet är artrik. Karaktärsarter är blåsippa, liljekonvalj, tibast, getrams, vanlig låsbräken, nattviol och fjällnejlika. På Kapellsbergets branter (Trysunda) och på Skrubbans sydbrant växer tuvbräcka. Strandtrav förekommer också på flera lokaler inom reservatet, bland annat på Skrubban. På Skrubbans enda större myr, Knusgropsmyren, förekommer det mindre vanliga myggblomstret.

## Malmbrytning
På 1830-talet lät den dåvarande delägaren till handelshuset P. Brändström & Co i Gävle, Hans Wilhelm Eckhoff undersöka möjligheterna att bryta järnmalm i närområdet till Gideå bruk, bland annat på Trysunda och den intilliggande ön Skrubban. Malmen på Skrubban ansågs inte brytvärd, men vid Björnviken på Trysunda började malm brytas 1835. Den visade sig dock av alltför dålig kvalitet för att kunna användas i produktionen, varför malmbrytningen lades ner redan 1837.

## En vacker ö
2006 utsågs Trysunda inofficiellt till ”Sveriges vackraste ö” av ö-älskaren Anders Källgård, författare till boken ”Sveriges öar”.